# کادیز، ایندیانا
کادیز (به انگلیسی: Cadiz) یک شهر در ایالات متحده آمریکا است که در شهرستان هنری، ایندیانا واقع شده‌است. کادیز ۰٫۳۷ کیلومتر مربع مساحت و ۱۵۰ نفر جمعیت دارد و ۳۳۳ متر بالاتر از سطح دریا واقع شده‌است.